# モンド麻雀プロリーグ
モンド麻雀プロリーグ（モンドマージャンプロリーグ）は、CS放送・MONDO TVで1997年から放送されている麻雀対局の番組名。

## 概要
1年を通じて行われるテレビ麻雀対局の最高峰リーグ戦とされ、各カテゴリーごとのリーグ戦優勝者と前年度のモンド王座決定戦優勝者により、頂点を争う最終決戦（モンド王座決定戦）を行っている。

1997年から2003年までは「麻雀デラックス」の名称だったが、2004年に「モンド21麻雀プロリーグ」へ改称。2010年11月1日よりチャンネル名称がMONDO21からMONDO TVに変更されたのに伴い、現名称となる。2014年現在、本番組内で放送される麻雀対局番組は原則として「女流モンド杯」「モンド杯」「名人戦」「モンド王座決定戦」。MONDO TVが制作する麻雀番組は他にもあるが、それらは本番組とは異なる枠で放送している。
本番組などで放送された過去の麻雀対局シリーズは、一部がDVD化されているほか、インターネットによる有料配信（MONDO TVオンデマンド）でも視聴可能。また、公式YouTubeチャンネルでも過去の名場面を再編集した動画配信が行われている。

## 放送時間
以下に示した放送時間は変更される場合もあるので、公式サイトや番組表などで確認のこと。

### 初回放送
- 火曜日・23:00 - 24:30

### リピート放送
上記で放送した回は、以下の時間帯で繰り返し放送される。
- 水曜日・7:30 - 9:00
- 金曜日・20:00 - 21:30
- 土曜日・14:00 - 15:30
- 土曜日・24:00 - 25:30
- 日曜日・17:30 - 19:00
- 火曜日・13:30 - 15:00

### 再放送
過去に放送したシリーズの再放送枠。
- 月 - 日曜日・5:00 - 6:30 （MONDO TVでは「モンド早朝麻雀」の名称でPR）
- 月 - 金曜日・12:00 - 13:30
- 月 - 金曜日・17:00 - 18:30

## 実況・解説

### 実況・進行
- 本戦
  - 土屋和彦 - フリーアナウンサー[5]。主に各タイトル戦・王座決定戦の実況担当。
- チャレンジマッチなど
  - 筒井大輔 - フリーアナウンサー[6]。モンド杯チャレンジマッチのほか、産経新聞社杯争奪麻雀女流リーグの実況も担当。
  - 古橋崇志 - 日本プロ麻雀連盟所属プロ。モンド杯チャレンジマッチの実況担当[7]。
  - 襟川麻衣子 - タレント（日本プロ麻雀連盟所属プロ）[8]。女流モンド杯チャレンジマッチの実況担当。

### ナビゲーター解説
- 望月雅継 - 日本プロ麻雀連盟所属。女流モンド杯・女流モンド杯チャレンジマッチの解説を担当。
- 金太賢 - 日本プロ麻雀協会所属。モンド杯・モンド杯チャレンジマッチの解説を担当[7][9]。
- 黒木真生 - 日本プロ麻雀連盟所属。名人戦の解説を担当。

## 各大会の概説
女流モンド杯から新シーズンがスタートし、その後モンド杯、名人戦の順に三大タイトル戦が各16週ずつ放送され、すべての優勝者が決定後に4週で放送されるモンド王座決定戦で年間チャンピオンが決定する。
各回のシステムは出場選手の人数により異なる（後述）。なお以下に示した回より以前の大会形式は、下記と大きく異なる場合がある。

### 女流モンド杯
女流モンド杯は女流プロによるリーグ戦。2003年に「女流モンド21杯」の名称で初開催。

### モンド杯
1997年に「モンド21杯」としてMONDO TVの麻雀対局番組がスタート。名人戦の開催に伴い第8回より主に50歳未満の男性プロによるリーグ戦となる。過去にはプロ以外の著名人も出場しており、第5回では俳優の萩原聖人（当時はアマチュア。2018年にプロ資格取得）が優勝したこともあった。

### 名人戦
名人戦は50歳以上の男性プロによるリーグ戦。2007年にモンド21麻雀プロリーグの放送開始10周年を記念し、第1回モンド21杯の出場者が集って「モンド21名人戦」の名称で初開催。

### モンド王座決定戦
前回優勝者と当該年度に行われた女流モンド杯・モンド杯・名人戦の各優勝者で、年間チャンピオンを決定する。
前回優勝者が女流モンド杯・モンド杯・名人戦を優勝した場合は、そのタイトル戦の準優勝者が繰り上がりで出場する。また、出場予定者が病気等で出場を辞退した際も同様。
2003年に、麻雀デラックス（当時）で行われた主な大会の優勝者や各プロ団体のタイトルホルダーが出場して「モンド21王座決定戦」の名称で初開催。

### 各大会のシステム
出場者12名の大会（女流モンド杯：第16回以降、モンド杯：第19回以降）
- 予選：出場者12名が各半荘6回ずつ行い、総合得点の上位2名が決勝へ進出、下位2名が予選敗退、3位から10位（8名）が準決勝へ進出（放送では各4戦分のみ放送され、各2戦は対局が放送されず、結果のみ紹介）
- 準決勝：予選の得点を持ち越して各半荘1回を行い、得点上位の2名が決勝へ進出
- 決勝：準決勝までの得点を持ち越さずに半荘2回を行い、2戦合計の最高得点者が優勝

第24回モンド杯より、次回本戦の出場権獲得は「優勝者のみ」に変更され、優勝者以外の11名から数名がチャレンジマッチ（入れ替え戦）に回る。
出場者10名の大会（名人戦：第11回以降）
- 予選：出場者10名が各半荘4回ずつ行い、総合得点の上位8名が準決勝へ進出
- 準決勝：予選の得点を持ち越して各半荘2回を行い、得点上位の4名が決勝へ進出
- 決勝：準決勝までの得点を持ち越さずに半荘2回を行い、2戦合計の最高得点者が優勝

モンド王座決定戦（第4回以降）
- 出場者4名が半荘4回を行い、4戦合計の最高得点者が優勝

#### 過去の大会システム
女流モンド21杯（第7回まで）・女流モンド杯
第6回
- 予選：出場者8名が各半荘5回ずつ行い、総合得点の上位4名が決勝へ進出
- 決勝：予選の得点を持ち越さずに半荘2回を行い、2戦合計の最高得点者が優勝

第7回から第9回
- 予選：出場者8名が各半荘7回ずつ行い、総合得点の上位4名が決勝へ進出
- 決勝：予選の得点を持ち越さずに半荘2回を行い、2戦合計の最高得点者が優勝

第10回から第15回
- 予選：出場者12名が各半荘4回ずつ行い、総合得点の上位8名が準決勝へ進出
- 準決勝：予選の得点を持ち越して各半荘1回を行い、得点上位の4名が決勝へ進出
- 決勝：準決勝までの得点を持ち越さずに半荘2回を行い、2戦合計の最高得点者が優勝

モンド21杯（第9回まで）・モンド杯
第6回
- 予選：出場者10名が5名ずつ2ブロック（A・B）に分かれ各半荘4回ずつ行い、各ブロック上位4名（8名）が準決勝へ進出
- 準決勝：予選の得点を持ち越さずに各半荘5回を行い、得点上位4名が決勝へ進出
- 決勝：準決勝の得点を持ち越さずに半荘4回を行い、4戦合計の最高得点者が優勝

第7回
- 予選：出場者12名が6名ずつ2ブロック（A・B）に分かれ各半荘4回ずつ行い、各ブロック上位4名（8名）が準決勝へ進出
- 準決勝：予選の得点を持ち越さずに各半荘5回を行い、得点上位4名が決勝へ進出
- 決勝：準決勝の得点を持ち越さずに半荘3回を行い、3戦合計の最高得点者が優勝

第8回、第10回から第15回
- 予選：出場者8名が各半荘7回ずつ行い、総合得点の上位4名が決勝へ進出
- 決勝：予選の得点を持ち越さずに半荘2回を行い、2戦合計の最高得点者が優勝

第9回
- 予選：出場者10名が各半荘4回ずつ行い、上位6名が準決勝へ進出
- 準決勝：予選の得点を持ち越さずに各半荘4回を行い、得点上位4名が決勝へ進出
- 決勝：準決勝の得点を持ち越さずに半荘2回を行い、2戦合計の最高得点者が優勝

第16回から第18回
- 予選：出場者12名が各半荘4回ずつ行い、総合得点の上位8名が準決勝へ進出
- 準決勝：予選の得点を持ち越して各半荘1回を行い、得点上位の4名が決勝へ進出
- 決勝：準決勝までの得点を持ち越さずに半荘2回を行い、2戦合計の最高得点者が優勝

名人戦
第3回から第10回
- 予選：出場者8名が各半荘7回ずつ行い、総合得点の上位4名が決勝へ進出
- 決勝：予選の得点を持ち越さずに半荘2回を行い、2戦合計の最高得点者が優勝

モンド21王座決定戦
第3回
- 予選：出場者7名が各半荘7回ずつ行い、総合得点の上位4名が決勝へ進出
- 決勝：予選の得点を持ち越して半荘2回を行い、最高得点者が優勝

## 歴代優勝者
括弧内は優勝当時の所属団体を、括弧の後の数字は優勝回数を表す。

### 女流モンド杯
- 第1回：清水香織（日本プロ麻雀連盟）
- 第2回：茅森早香（最高位戦日本プロ麻雀協会）
- 第3回：山口まや（同）
- 第4回：宮内こずえ（日本プロ麻雀連盟）
- 第5回：崎見百合（日本プロ麻雀協会）
- 第6回：和泉由希子（日本プロ麻雀連盟）
- 第7回：宮内こずえ（同）2
- 第8回：和泉由希子（同）2
- 第9回：石井あや（最高位戦日本プロ麻雀協会）
- 第10回：魚谷侑未（日本プロ麻雀連盟）
- 第11回：高宮まり（同）
- 第12回：魚谷侑未（同）2
- 第13回：茅森早香（最高位戦日本プロ麻雀協会）2
- 第14回：二階堂亜樹（日本プロ麻雀連盟）
- 第15回：池沢麻奈美（同）
- 第16回：大島麻美（日本プロ麻雀協会）
- 第17回：和久津晶（日本プロ麻雀連盟）
- 第18回：魚谷侑未（同）3
- 第19回：清水香織（同）2
- 第20回：魚谷侑未（同）4
- 第21回：川原舞子（同）
- 第22回：清水香織（同）3

### モンド杯
- 第1回：安藤満（日本プロ麻雀連盟）
- 第2回：安藤満（同）2
- 第3回：土田浩翔（同[注 3]）
- 第4回：飯田正人（最高位戦日本プロ麻雀協会）
- 第5回：萩原聖人（俳優[注 4]）
- 第6回：森山茂和（日本プロ麻雀連盟）
- 第7回：土田浩翔（日本麻雀機構・RMU）2
- 第8回：土田浩翔（同）3
- 第9回：佐々木寿人（日本プロ麻雀連盟）
- 第10回：石橋伸洋（最高位戦日本プロ麻雀協会）
- 第11回：佐々木寿人（日本プロ麻雀連盟）2
- 第12回：佐々木寿人（同）3
- 第13回：滝沢和典（同）
- 第14回：村上淳（最高位戦日本プロ麻雀協会）
- 第15回：山井弘（日本プロ麻雀連盟）
- 第16回：井出康平（同）
- 第17回：佐々木寿人（同）4
- 第18回：白鳥翔（同）
- 第19回：柴田吉和（同）
- 第20回：平賀聡彦（最高位戦日本プロ麻雀協会）
- 第21回：柴田吉和（日本プロ麻雀連盟）2
- 第22回：白鳥翔（同）2
- 第23回：白鳥翔（同）3
- 第24回：村上淳（最高位戦日本プロ麻雀協会）2

### 名人戦
- 第1回：飯田正人（最高位戦日本プロ麻雀協会）
- 第2回：新津潔（同）
- 第3回：飯田正人（同）2
- 第4回：荒正義（日本プロ麻雀連盟）
- 第5回：小島武夫（同）
- 第6回：飯田正人（最高位戦日本プロ麻雀協会）3
- 第7回：前原雄大（日本プロ麻雀連盟）
- 第8回：新津潔（最高位戦日本プロ麻雀協会）2
- 第9回：前原雄大（日本プロ麻雀連盟）2
- 第10回：近藤誠一（最高位戦日本プロ麻雀協会）
- 第11回：近藤誠一（同）2
- 第12回：金子正輝（同）
- 第13回：新津潔（同） 3
- 第14回：沢崎誠（日本プロ麻雀連盟）
- 第15回：藤崎智（同）
- 第16回：瀬戸熊直樹（同）
- 第17回：森山茂和（同）
- 第18回：加藤哲郎（同）

### モンド王座決定戦
- 第1回：土井泰昭（日本プロ麻雀協会）
- 第2回：滝沢和典（日本プロ麻雀連盟）
- 第3回：二階堂亜樹（同）
- 第4回：土田浩翔（日本麻雀機構・RMU）
- 第5回：和泉由希子（日本プロ麻雀連盟）
- 第6回：荒正義（同）
- 第7回：荒正義（同）2
- 第8回：前原雄大（同）
- 第9回：魚谷侑未（同）
- 第10回：村上淳（最高位戦日本プロ麻雀協会）
- 第11回：魚谷侑未（日本プロ麻雀連盟）2
- 第12回：魚谷侑未（同）3
- 第13回：近藤誠一（最高位戦日本プロ麻雀協会）
- 第14回：金子正輝（同）
- 第15回：金子正輝（同）2
- 第16回：沢崎誠（日本プロ麻雀連盟）
- 第17回：魚谷侑未（同）4
- 第18回：清水香織（同）
- 第19回：白鳥翔（同）
- 第20回：白鳥翔（同）2

## 大会公式ルール
モンド麻雀プロリーグが定める公式ルールは以下の通り。概ね一般的な4人打ちリーチ麻雀のルールに準拠しているが、一部特別規定もある。

### 基本
- 東南半荘戦
- 喰いタン・先ヅケあり
- 常時1翻縛り（和了時に1翻あればよい）
- 25000点持ちの30000点返し。終了時、1位の者にオカ（20000点）を加算
- 順位ウマは1位が+20000点、2位が+10000点、3位が-10000点、4位が-20000点
- 順位は上家優先なし。同得点の場合は同順位とし、オカ・ウマともに同得点者の人数で割って加減
- 王牌は14枚残し
- ドラ・裏ドラ・カンドラ・カン裏あり（ドラはいずれも表示牌の次牌）
- 途中流局なし
- オーラス時、親の和了り止めなし
- ハコ割れ終了なし（持ち点以上の失点はマイナス点となる）
- ダブロン・トリプルロンなし（上家の頭ハネ）
- チー・ポン・カン、ロン、ツモ、リーチは必ず発声して行う
- ポン・カンはチーに、ロンはすべてに優先するが、発声が著しく遅れた場合はこれに相当しない
- ノーテン罰符は場3000点。形式テンパイでよいが、自分の手牌で和了牌が消去されているものはテンパイとしない
- 積み棒1本につき300点
- 流局時、テンパイ形の公開は荘家（親）→散家（子）の順に行う
- 自分の牌に関する見せ牌規定はない
- 連荘は親の和了り、または流局時に親がテンパイしていれば成立。流局時に親がノーテンか、子が和了った場合は次局へ移る（オーラスの場合は終局）

### リーチ
- リーチは1翻（ダブルリーチは2翻）、リーチ棒は1000点
- 自分のツモ番がなくてもリーチはかけられる
- リーチの取り消しはできない（発声のみでも取消は認められない）
- ノーテンリーチは流局時にチョンボとして扱う
- リーチ棒はその局の和了者が取得。流局の場合は供託となり、次の和了者が取得。オーラスで流局（親がノーテンで終局）となった場合は、1位者がリーチ棒を取得
- オープンリーチなし
- フリテンリーチあり（ツモ和了りのみ認められる）。リーチをかけた後に和了牌を見送った場合、以後はフリテンリーチと同様の扱いとなる

### カン
- カンを行うときは、4枚の牌をすべて見せてからにする
- リーチ後の暗カンは、手牌のメンツ構成が変わらない場合のみ可能
- 嶺上開花による和了りはすべてツモ和了り
- 4回カン行為が行われていた場合、5回目のカンはできない
- 暗カンのチャンカンは不可（国士無双の特例もなし）
- 海底牌・河底牌はカンできない
- チャンカンでの和了りがあった場合、新たなカンドラは乗らない
- 嶺上開花の1翻と海底摸月の1翻は重複しない

### 役満
- 以下の役を役満とし、親48000点・子32000点とする
  - 天和（親が第1ツモで和了）
  - 地和（子が第1ツモで和了。ただし、それ以前にポン・カン・チーが入っていないこと）
  - 大三元
  - 四暗刻
  - 清老頭
  - 大四喜
  - 小四喜
  - 字一色
  - 緑一色（を含まなくても可）
  - 国士無双（前述の通り、和了牌を暗カンされた場合はロンできない）
  - 九連宝燈（和了形が九連宝燈の形になっていれば可）
  - 四槓子（雀頭の完成をもって和了りとする）
- 数え役満はなし（11翻以上はすべて三倍満）
- 上記の役が2種類以上同時に成立する場合のみダブル役満とする（国士無双十三面待ち・四暗刻単騎待ち・九連宝燈九面待ち・大四喜はダブル役満にはならない）[注 5]

### パオ（責任払い）
- パオの適用は、以下の場合に限る
  - 大三元：三種類目の三元牌をポン（カン）させた場合
  - 大四喜：四種類目の風牌をポン（カン）させた場合
  - 四槓子：すでに3つの槓子をさらし、かつ暗刻を持っている者に4つ目のカンをさせた場合
- パオが適用された場合、ツモ和了りは責任払い、他に放銃者がいた場合は放銃者と折半

### 和了り放棄
- 以下の行為をした者は和了り放棄となり、和了り放棄の宣言を受けた後は和了り・テンパイ宣言・ポン・チー・カン・リーチの行為が禁止される
  - 誤フーロ
  - 空ポン・空チー
  - 多牌・少牌
  - 上記以外の事項についてはルール委員がその時点で判断し、裁定する

### チョンボ
- 以下の行為があった場合、チョンボとする
  - 誤ロン（発声のみでもチョンボ）
  - 和了り宣言した牌で和了っていなかった場合、また自らのフリテンおよび同巡内に別の和了り牌が切られていた場合（ただし、ツモによる和了りは後者には含めない）
  - ノーテンリーチ（流局時）
  - リーチ後、正当ではない暗カンをした場合（流局時）
  - 和了り放棄の行為をした後、禁止行為をした場合
  - 上記以外の事項についてはルール委員がその時点で判断し、裁定する
- チョンボの罰符は、12000点を卓外供託とする
- チョンボが発生した局はノーゲーム扱い（積棒は増えず、同じ親で再ゲーム）となる。チョンボが発生した局に出されたリーチ棒などは、出した本人に戻される

### 補足事項
- 切り上げ満貫の採用（通常の点数計算で左側の点数になる場合、右側の点数に切り上げる）
  - （親）11600点→12000点
  - （親）3900点オール→4000点オール
  - （子）7700点→8000点
  - （子）2000点・3900点→2000点・4000点
- 喰い替えはできない。現場喰い替え、スジ喰い替え（両面喰い替え）ともに不可
- 連風牌の対子は2符として計算する

## その他の大会

### 女流モンド杯チャレンジマッチ・モンド杯チャレンジマッチ
女流モンド杯・モンド杯の本戦出場権を争う入替選抜戦。女流モンド杯チャレンジマッチは14/15シーズンから、モンド杯チャレンジマッチは16/17シーズンから開催。
前回シーズンの予選・準決勝敗退者4名と選抜された若手の女流プロ・男子プロ4名がA卓・B卓に分かれ半荘2回を行い、各卓上位1名が本戦出場権を得られる。
なお、『産経新聞社杯争奪麻雀女流リーグ』の個人戦優勝者には女流モンド杯チャレンジマッチの出場権が与えられているほか、女流モンド杯本戦に推薦されることもある。

### 過去に行われていた大会
麻雀 BATTLE ROYAL
年1回放送されていた特別対局。男性プロ・女流プロ・著名人らがそれぞれチームを組み対戦する。2001年に初開催。年末年始の放送が通例となっていたが、『麻雀BATTLE ROYAL 2014』では初の試みとして、2013年11月10日に生放送（MONDO TVおよびweb配信）され、以降は毎年11月（基本的に第2日曜日）の生放送と正月特番（半荘1戦ずつの4回放送）となっていた。
女流モンド新人戦・モンド新人戦
若手の女流プロ・男子プロによる女流モンド杯・モンド杯の本戦出場権を争う。モンド新人戦は17/18シーズンで、女流～は18/19シーズンをもって終了した。
元々竹書房主催の野口恭一郎賞受賞者（優勝者）にモンド杯・女流モンド杯出場権が与えられていたが、同賞開催の休止に伴い16/17シーズンからモンドTV主催で新人戦が開催される。本放送において参加資格は男性は35歳以下、女性は30歳未満（20代限定）と紹介されている。
予選を勝ち抜いた8名が2卓に分かれて半荘1回を行い、各卓2位までが決勝進出。決勝は半荘2回を行い、優勝者のみが本戦出場権を得られる。
女流チャレンジCUP
女流モンド21杯への出場権をかけた若手女流プロによる大会。
新鋭モンド21杯
モンド21杯・女流モンド21杯への出場権をかけた各麻雀プロ団体の男女若手プロによる大会。
未来戦士21杯
次世代を担う若手プロによる大会。
麻雀さんクイーンカップ
2003年より、雀荘チェーン「麻雀サン」の主催で行われていた女流プロによる大会。優勝者が女流モンド杯へ出場できる時期もあった。
2010年より放送が240スタイルに移り、さらに2014年からは姫ロン杯の4大大会の１つとしてインターネット上での動画配信形式に移行。決勝はニコニコ生放送で生配信された。
2015年からニコニコ生放送とYouTubeライブの姫ロンチャンネルで全対局が生配信されている。

## 関連番組
プロ雀士・飯田正人スペシャル その偉大なる軌跡
2012年5月に死去した飯田正人を偲んで、過去の対局や対戦してきたプロへのインタビューなどでこれまでの足跡を振り返る特別番組。
モンド麻雀プロリーグ 役満ベストセレクション
モンド麻雀プロリーグ（麻雀デラックス・麻雀 BATTLE ROYALを含む）で和了したすべての役満を紹介し、モンド麻雀プロリーグの歴史を振り返る番組。
モンド麻雀プロリーグ 至高の一局
モンド麻雀プロリーグ（麻雀 BATTLE ROYALを含む）での対局のうち、番組スタッフおよびゲストプロがセレクトした名対局を振り返る番組。
役満ベストセレクションとは異なり、和了りだけをクローズアップするのではなく放銃回避のうえ流局となった対局も取り上げられている。

### 過去の結果に関する出典
- 麻雀プロリーグ大会成績&結果（2021年5月28日閲覧）  - 無料会員登録後、以下の全成績が閲覧可能
  - モンド杯：第6回から第16回
  - 女流モンド杯：第6回から第13回
  - 名人戦：第2回から第9回
  - モンド王座決定戦：第3回から第11回
- 日本プロ麻雀連盟 牌譜データサービス - 有料会員登録後、モンド麻雀プロリーグを含む対局の牌譜をパソコンで再生可能